# 307ª Squadriglia
La 307ª Squadriglia del Servizio Aeronautico del Regio Esercito dal 30 novembre 1918 difendeva la città di Pozzuoli.

## Storia
Nell'estate 1918 nasce la Sezione Difesa Lucrino ed il 15 dicembre la 307ª Squadriglia disponeva di 5 aerei e 3 piloti.
Il 30 novembre è attiva con 12 Macchi M.5 ed opera per il Gruppo Sperimentale Comunicazioni Aeree.
Nel 1919 il reparto è a Sesto Calende e nel gennaio 1920 effettuano un raid con i SIAI S.13 fino in Grecia.